# KPDF
KPDF este un vizualizator PDF liber bazat pe Xpdf. KPDF este integrat în KDE, așadar poate fi înglobat foarte bine în Konqueror ca un KPart. Funcționalități principale:
- Trei metode the căutare: dialog de căutare, filtru de iconițe de previzualizare și căutare odată cu scrierea.
- Captarea de imagini și test foarte facilă prin tragerea unui dreptunghi în jurul zonei dorite, cu butonul drept al mausului.
- Alegerea culorilor implicite pentru fundal/text.
- Capacitatea de a adăuga semne de carte.
- Poate memora oricâte pagini pentru o afișare rapidă, fiind limitat doar de memoria de pe sistem.

De asemenea KPDF are o serie de funcționalități ce facilitează utilizarea:
- Pentru fiecare document deschis reține poziția la care a fost deschis ultima dată.
- Urmărește fișierul afișat și reîncarcă documentul atunci când a fost modificat.
- Oferă modalități simple de alegere a nivelului de zoom: ocupă pagina pe lățime, ocupă pagina pe înălțime, un control drop-down pentru alegerea nivelului fix de zoom, sau alegerea unui nivel fix apăsând butonul din mijloc al mausului.

KPDF permite citirea textului prin sistemul text-to-speech KTTS. KPDF va fi înlocuit cu Okular în KDE 4.